# Louis Gerhard De Geer
Louis Gerard De Geer (Finspång, 18 de Julho de 1818 — 24 de Setembro de 1896) foi um estadista e escritor sueco.

## Vida
Ele nasceu no Castelo de Finspång na freguesia de Risinge. Ele era advogado e, em 1855, tornou-se presidente do Göta hovrätt, ou lorde juiz do tribunal de apelação de Götaland. De 7 de abril de 1858 a 3 de junho de 1870 foi primeiro-ministro da Justiça e novamente de 11 de maio de 1875 a 20 de março de 1876. Como membro da nobreza, participou do Riksdag dos Estados a partir de 1851. De 1867 a 1878 ele foi o membro de Estocolmo na primeira câmara do Novo Riksdag, onde introduziu e aprovou muitas reformas úteis.

## Arquiteto do Novo Riksdag
A maior conquista política de De Geer foi a reforma do sistema representativo sueco. As reformas introduziram um Riksdag eleito bicameral, substituindo o Riksdag dos Estados, complicado e menos democrático existente, uma ressaca dos Tempos Medievais posteriores. Essa medida foi aceita pelo Riksdag em dezembro de 1865 e recebeu a sanção real em 22 de junho de 1866. Por algum tempo depois disso, De Geer gozou de considerável popularidade. Ele se aposentou do ministério em 1870, mas assumiu o cargo novamente, como primeiro-ministro da Justiça em 1875.

## Primeiro-Ministro
Em 1876, De Geer tornou-se o primeiro primeiro-ministro da Suécia após uma reforma em que os cargos anteriores de primeiro-ministro da Justiça (que ocupava na época) e primeiro-ministro dos Negócios Estrangeiros foram transformados em ministro da Justiça e ministro da Negócios Estrangeiros. Ele serviu até abril de 1880, quando o fracasso de seus repetidos esforços para resolver a questão dos armamentos novamente o induziu a renunciar. De 1881 a 1888 foi Chanceler das Universidades de Uppsala e Lund. Ele era um defensor do livre comércio e do liberalismo econômico. Alguns argumentam que foi De Geer quem lançou as bases para o forte crescimento econômico da Suécia de 1870 a 1970.

## Obras literárias
Além de vários romances e ensaios estéticos, De Geer escreveu algumas memórias políticas de mérito supremo tanto quanto ao estilo quanto à matéria, as mais notáveis das quais são Minnesteckning öfver AJ v. Höpken (Estocolmo, 1881); Minnesteckning öfver Hans Järta (Estocolmo, 1874); Minnesteckning öfver BB von Platen (Estocolmo, 1886); e seu próprio Minnen (Estocolmo, 1892), uma autobiografia, inestimável como documento histórico, em que a experiência política e os julgamentos amadurecidos de uma vida são registrados com clareza, sobriedade e charme singulares.